# Zachary Svajda
Zachary Svajda (29 de noviembre de 2002) es un tenista estadounidense, nacido en San Diego, California, que obtuvo su primer punto en el ranking ATP World Tour a la edad de 15 años, derrotando al primer preclasificado Joao Lucas Reis Da Silva de Brasil por 6-3, 6-4 en el Claremont Club Pro Classic 2018 como invitado del cuadro principal local.
El 11 de agosto de 2019, Svajda derrotó a Govind Nanda 6–7 (3–7), 7–5, 6–3, 6–1 para ganar el campeonato nacional de la USTA Boys '18s. Esta victoria le valió al joven de 16 años una invitación para el cuadro principal del US Open de 2019, lo que lo convirtió en el jugador más joven en jugar en el US Open masculino desde Donald Young en 2005. Perdió en primera ronda con Paolo Lorenzi tras sufrir calambres en todo el cuerpo y apurar los cinco sets pero llamó la atención como futura referencia del tenis profesional estadounidense por sus golpes sólidos y su hábil juego en la red.
Entra en cuadro del Open USA 2021 por invitación, desde el puesto 716º de la ATP. Derrota en primera ronda al italiano Marco Cecchinato, 81.º ATP. En segunda ronda se enfrentó al también italiano y 16º ATP, Jannik Sinner, quien le venció por 6-3, 7-6 (7-2), 6-7 (6-8), 6-4.

## Títulos ATP Challenger (4; 4+0)

### Individuales (4)
| N.° | Fecha                    | Torneo                  | Superficie | Oponente en la final | Resultado     |
| --- | ------------------------ | ----------------------- | ---------- | -------------------- | ------------- |
| 1.  | 9 de octubre de 2022     | Challenger de Tiburon   | Dura       | Ben Shelton          | 2-6, 6-2, 6-4 |
| 2.  | 17 de septiembre de 2023 | Challenger de Cary 2    | Dura       | Rinky Hijikata       | 7-6, 4-6, 6-1 |
| 3.  | 8 de octubre de 2023     | Challenger de Tiburon   | Dura       | Adam Walton          | 6-2, 6-2      |
| 4.  | 15 de octubre de 2023    | Challenger de Fairfield | Dura       | Nishesh Basavareddy  | 6-4, 6-1      |

## Vida personal
Svajda fue educado en su propia casa y es entrenado por su padre, Tom Svajda. Comenzó a jugar al tenis a la edad de 2 años, inicialmente entrenado por Matt Hanlin.